# Manoir du Bois Morin (Grez-en-Bouère)
Pour les articles homonymes, voir Manoir du Bois-Morin.
Le manoir du Bois Morin est un château français situé à Grez-en-Bouère, dans le département de la Mayenne et la région des Pays de la Loire.

## Situation
Il est situé au Nord et près du bourg. Le lieu est aussi désigné comme le Grand et le Petit-Bois Morin, et était devenu une closerie, puis une ferme.[réf. nécessaire]

## Histoire
Il s'agit d'un ancien fief vassal de Bouère, ayant justice foncière ; le lieu de Taude en relevait en partie. La maison seigneuriale comprenait, en 1688 : « un corps de logis de murs couvert d'ardoises sous deux faîtes différents, composé de salle, chambre basse à cheminées, trois chambres hautes, une montée de pierres ardoisines dans une tour de mur hors d'œuvre ; un autre bâtiment servant de grange, s'exploitant par un degré dans une tour de mur, aussi hors d'œuvre ». 
C'était un logis de la Renaissance avec tour engagée à cinq pans, au XIXe siècle découronnée ; ouvertures et écoinçons en tuffeau. Les fenêtres de l'étage et les frontons ont été supprimés ou refaits ; des motifs d'architectures et pilastres les unissaient aux ouvertures du rez-de-chaussée ; linteau sculpté d'une coquille ; cheminée monumentale, tête sortant d'un oculus au milieu du trumeau ; grilles aux fenêtres. Un bâtiment de service, réparé, plus moderne, dont les murs pourtant sont d'une épaisseur extraordinaire, a aussi une tour qui semble avoir logé un escalier. C'était à la fin du XIXe siècle une étable.

## Seigneurs de la Closerie
On trouve aussi comme sieurs du Bois-Morin, d'une closerie, sans doute.

## Sources et bibliographie
- « Manoir du Bois Morin (Grez-en-Bouère) », dans Alphonse-Victor Angot et Ferdinand Gaugain, Dictionnaire historique, topographique et biographique de la Mayenne, Laval, A. Goupil, 1900-1910 [détail des éditions] (BNF 34106789, présentation en ligne) , à partir de :
  - Bibliothèque municipale du Mans, fds du Maine, 686/C.
  - Titres de la Guenaudière.
  - Archives nationales, P. 773/94.
  - Archives départementales de la Mayenne, B. 2 297, 2 385, 2 494.